# John Reilly
John Henry Matthew Reilly (Chicago, 11 de noviembre de 1934-9 de enero de 2021) fue un actor estadounidense de cine y televisión, reconocido por su aparición en producciones como Dallas, General Hospital, Sunset Beach, Passions y Beverly Hills, 90210. Por su labor en General Hospital, en 1986 recibió una nominación a los Premios Soap Opera Digest en la categoría de mejor actor protagónico en un seriado diurno.
Reilly falleció el 9 de enero de 2021 a los ochenta y seis años. La causa de su muerte aún no ha sido revelada.

## Filmografía

### Cine y televisión
| Apariciones en películas            | Apariciones en películas      | Apariciones en películas | Apariciones en películas |
| Año                                 | Título                        | Papel                    | Notas                    |
| ----------------------------------- | ----------------------------- | ------------------------ | ------------------------ |
| 1975                                | The Great Waldo Pepper        | Western Star             |                          |
| 1983                                | Deal of the Century           | Swain                    |                          |
| 1986                                | Touch and Go                  | Jerry Pepper             |                          |
| Apariciones en series de televisión |                               |                          |                          |
| Año                                 | Título                        | Papel                    | Notas                    |
| 1966                                | A Man Called Shenandoah       | Jamie Brewster, Jr.      | 1 episodio               |
| 1974-1976                           | As the World Turns            | Dr. Dan Stewart          | Papel recurrente         |
| 1976                                | Kojak                         | Whelan                   | 1 episodio               |
| 1977                                | The Mary Tyler Moore Show     | Jake                     | 1 episodio               |
| 1977                                | Barnaby Jones                 | Steve Crandall           | 1 episodio               |
| 1978                                | Hawaii Five-O                 | Kelly Trahune            | 1 episodio               |
| 1978                                | Wonder Woman                  | Skye                     | 1 episodio               |
| 1979                                | A Man Called Sloane           | David Clarke             | 1 episodio               |
| 1980                                | The Incredible Hulk           | Steve                    | 1 episodio               |
| 1980                                | The Love Boat                 | Bill Simmons             | 1 episodio               |
| 1981                                | Quincy, M.E.                  | Flannery                 | 2 episodios              |
| 1982                                | Madame's Place                | Max St. James            | 1 episodio               |
| 1982                                | The Powers of Matthew Star    | Dr. Simon Bernard        | 1 episodio               |
| 1982–1983                           | Silver Spoons                 | Bob Danish               | 2 episodios              |
| 1983                                | Remington Steele              | Russell Stewart          | 1 episodio               |
| 1983                                | Tales of the Gold Monkey      | Truman Hastings          | 1 episodio               |
| 1983                                | Three's Company               | Dr. Malcolm Kenderson    | 1 episodio               |
| 1984                                | Simon & Simon                 | Brian Harms              | 1 episodio               |
| 1984                                | Cover Up                      | Alex Kendall             | 1 episodio               |
| 1984                                | Cagney & Lacey                | Jeremy Mitchell          | 1 episodio               |
| 1984                                | Dallas                        | Roy Ralston              | 6 episodios              |
| 1984                                | Paper Dolls                   | Jake Larner              | 3 episodios              |
| 1984                                | Newhart                       | Profesor Cameron         | 1 episodio               |
| 1984-1995, 2013                     | General Hospital              | Sean Donely              | Papel recurrente         |
| 1993                                | Fallen Angels                 | Martin Lonsdale          | 1 episodio               |
| 1994–1995                           | Empty Nest                    | Adam Blakely             | 2 episodios              |
| 1994-1996                           | Iron Man                      | Ojo de halcón            |                          |
| 1995                                | Maybe This Time               | Flint                    | 1 episodio               |
| 1996                                | Mr. & Mrs. Smith              | Elway Johnson            | 1 episodio               |
| 1996                                | Diagnosis: Murder             | Preston Michaels         | 1 episodio               |
| 1997                                | Pacific Palisades             | Preston Bentley          | 1 episodio               |
| 1997                                | The Naked Truth               | King                     | 1 episodio               |
| 1997                                | Beverly Hills, 90210          | Bill Taylor              | Papel recurrente         |
| 1997-1999                           | Sunset Beach                  | Del Douglas              | Papel recurrente         |
| 1998                                | Mortal Kombat: Conquest       | Baron Reyland            | 3 episodios              |
| 1999                                | Melrose Place                 | Mack McBride             | 1 episodio               |
| 2000                                | Son of the Beach              | J.P Wynne                | 1 episodio               |
| 2001                                | Days of Our Lives             | Marquis of La Cienega    | 1 episodio               |
| 2002                                | Judging Amy                   | Bill Hackett             | 1 episodio               |
| 2003                                | She Spies                     | Karl Richmond            | 1 episodio               |
| 2005–2006                           | Passions                      | Alistair Crane           | Papel recurrente         |
| 2007–2008                           | Passions                      | Alistair Crane           | Papel recurrente         |
| 2008                                | General Hospital: Night Shift | Sean Donely              | Papel recurrente         |